# Mieminger Straße
Die Mieminger Straße (B 189) ist eine Landesstraße in Österreich. Sie führt auf einer Länge von 35,4 km von Telfs über das Mieminger Plateau und den Holzleitensattel (1119 m ü. A.) nach Nassereith, wo Anschluss an die Fernpassstraße (B 179) besteht, und weiter über Tarrenz durch das Gurgltal nach Imst.
Bei Telfs und Imst sowie über die Mötzer Straße L 236 besteht Anschluss zur Inntalautobahn.

## Geschichte
Die Imst-Nassereither Straße von Imst nach Nassereith gehörte zu den Bundesstraßen, die durch das Bundesgesetz vom 8. Juli 1921 eingerichtet wurden. Bis 1938 wurde die Imst-Nassereither Straße als B 72 bezeichnet, nach dem Anschluss Österreichs wurde die Imst-Nassereither Straße bis 1945 als Teil der Reichsstraße 24 geführt. Sie bildet heute den westlichen Teil der Mieminger Straße.
Die Reuttener Straße, die von Telfs über Reutte zur Staatsgrenze bei Füssen führte, gehörte zu den Bundesstraßen, die ebenfalls durch das Bundesgesetz vom 8. Juli 1921 eingerichtet wurden. Bis 1938 wurde die Reuttener Straße als B 68 bezeichnet, nach dem Anschluss Österreichs wurde die Reuttener Straße bis 1945 als Teil der Reichsstraße 309 geführt. Ihr entspricht heute der östliche Teil der Mieminger Straße mit der Fernpassstraße.